# Флоренс (Алабама)
Флоренс (енгл. Florence) град је у америчкој савезној држави Алабама. По попису становништва из 2010. у њему је живело 39.319 становника.

## Демографија
Према попису становништва из 2010. у граду је живело 39.319 становника, што је 3.055 (8,4%) становника више него 2000. године.
| Група             | 2000.          | 2010.          |
| Белци             | 28.184 (77,7%) | 28.986 (73,7%) |
| Афроамериканци    | 6.963 (19,2%)  | 7.630 (19,4%)  |
| Азијати           | 226 (0,6%)     | 546 (1,4%)     |
| Хиспаноамериканци | 487 (1,3%)     | 1.407 (3,6%)   |
| Укупно            | 36.264         | 39.319         |